# RollerCoaster Tycoon World
RollerCoaster Tycoon World là một game mô phỏng xây dựng và quản lý công viên giải trí do hãng Nvizzio Creations phát triển và Atari phát hành cho Microsoft Windows. Đây là phần chính thứ tư trong dòng game RollerCoaster Tycoon. Trò chơi được phát hành vào ngày 16 tháng 11 năm 2016.

## Lối chơi
Người chơi có thể xây dựng các khu vui chơi, cửa hàng và tàu lượn siêu tốc, đồng thời giám sát các yếu tố như ngân sách, mức độ hạnh phúc của du khách và nghiên cứu công nghệ. Không giống như RollerCoaster Tycoon 4 Mobile, trò chơi không bao gồm bất kỳ giao dịch vi mô nào. Tương tự như RollerCoaster Tycoon 3, trò chơi có đồ họa 3D thay vì phong cách isometric 2D của hai phần đầu tiên trong sê-ri. Khi xây dựng tàu lượn, trò chơi sử dụng hệ thống spline thay vì kiểu cũ là đặt các mảnh riêng lẻ. Người chơi cũng được phép "đi thử" tàu lượn mà mình đã tạo nên và các dạng trò chơi khác được lắp đặt trong công viên, ở góc nhìn thứ nhất hoặc thứ ba. Một công cụ 'Park Pulse' mới cũng được giới thiệu, cho phép người chơi nhanh chóng tìm hiểu xem công viên của mình đang hoạt động như thế nào và suy nghĩ của khách hàng, tương tự như tựa game Zoo Tycoon titles.
Trò chơi có một số tàu lượn chủ đề về phong cảnh khi ra mắt, với nhiều mẫu mã đang trong quá trình phát triển sẽ được phát hành thông qua các bản cập nhật miễn phí và bản mở rộng có trả phí. Trò chơi cũng giới thiệu một "chế độ Kiến trúc sư", cho phép người chơi lập kế hoạch và bố trí mô hình của tàu lượn trước khi bắt tay vào làm. Tương tự như các phần trước, có bốn loại tàu lượn siêu tốc khác nhau có sẵn để chế tạo: tàu lượn bằng thép, lật ngược, bằng gỗ và đế trượt. Ngoài ra, có mười tàu lượn cho mỗi loại. Những loại tàu lượn siêu tốc có thể được xây dựng theo hình dạng tự do hoặc người chơi có thể đặt các thiết kế tạo sẵn vào công viên của mình.
Không giống như các trò chơi trước, tàu lượn siêu tốc có thể bay khỏi đường ray nếu tàu lượn được dựng lên không chính xác. Do đó, một tùy chọn "xếp hạng an toàn" mới và nhân viên y tế đã được thêm vào. Nội dung do người dùng tạo (bao gồm cả phong cảnh tùy chỉnh) đã có sẵn khi phát hành, cũng như hỗ trợ Steam Workshop. Trong khi địa hình và môi trường được tạo ngẫu nhiên trong màn chơi, người chơi vẫn có thể có quyền tiếp cận trình chỉnh sửa địa hình.

## Đón nhận
Một đoạn trailer được phát hành bởi Atari có chứa phần lối chơi của RollerCoaster Tycoon World đã bị giới phê bình và người hâm mộ đón nhận không tốt.  Một số nhà phê bình lưu ý rằng trò chơi có đồ họa tệ hơn RollerCoaster Tycoon 3 năm 2004 và nó "trông đẹp hơn một chút so với một tựa game di động cơ bản." Atari sau đó đã đưa ra tuyên bố rằng game vẫn đang trong giai đoạn "tiền alpha", và rằng đồ họa vẫn chưa được mã hóa ở độ phân giải đầy đủ của chúng và cũng sẽ nhận được một cuộc đại tu lớn khi game engine được nâng cấp từ Unity 4.6 lên Unity 5.0. Họ cũng hứa rằng hình ảnh mới sẽ có độ nét cao hơn và mức độ hiện thực cao hơn.
Việc phát hành RollerCoaster Tycoon World đã vấp phải phản ứng tiêu cực của giới phê bình. Theo trang web tổng hợp kết quả đánh giá Metacritic, game đạt 43/100 điểm, dựa trên bảy bài đánh giá. Eurogamer đề nghị tránh tựa game này, gọi nó là một "cỗ máy được thiết kế để lừa gạt túi tiền của bạn và mang lại mức tối thiểu để đánh đổi lại." TechRaptor đánh giá cho game 1/10 điểm, trích dẫn phần giao diện lớn và nhiều lỗi và trục trặc bên trong game.